# Ctenitis angusta
Ctenitis angusta är en träjonväxtart som beskrevs av Holtt. Ctenitis angusta ingår i släktet Ctenitis och familjen Dryopteridaceae. Inga underarter finns listade.